# Paradiso

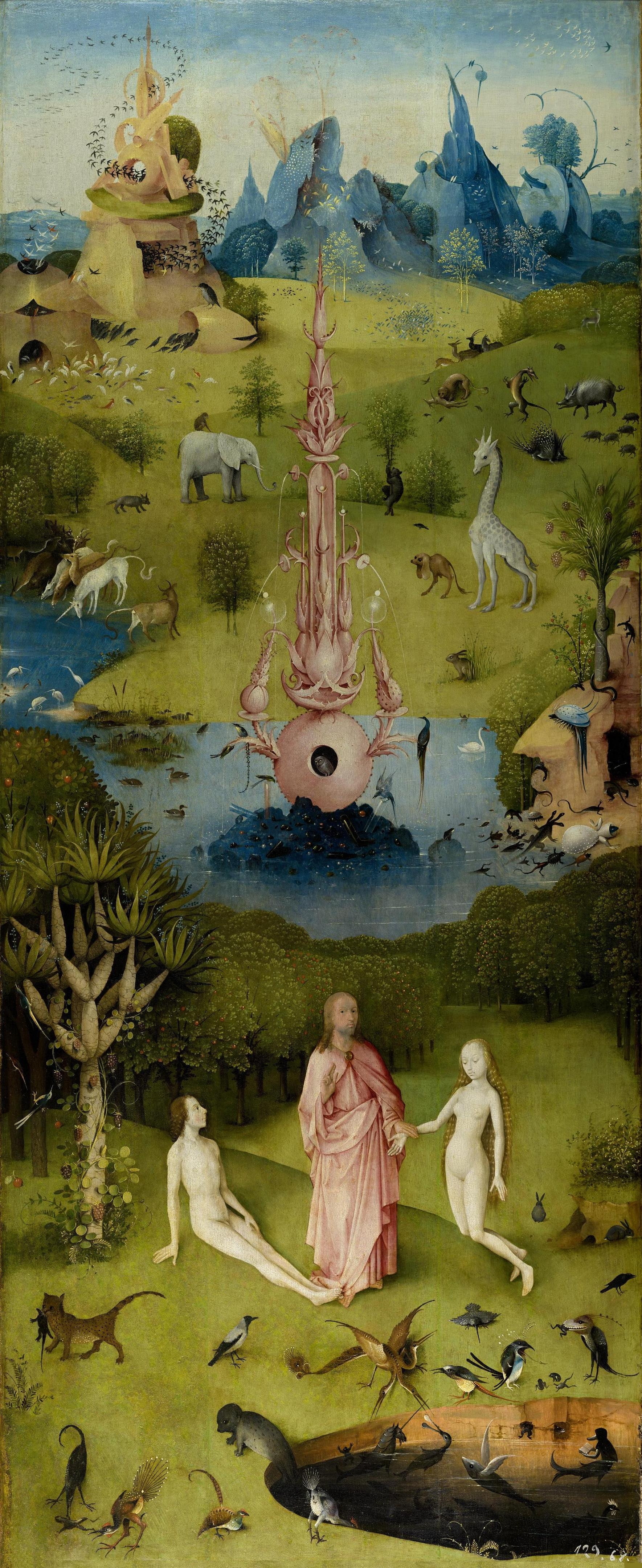
Anta di sinistra del "Giardino delle Delizie" (Paradiso terrestre), opera di Hieronymus Bosch (1453-1516), oggi conservata al Museo Nacional del Prado di Madrid. In questa porzione dell'opera il pittore olandese intende raffigurare la creazione dell'uomo, con il Creatore che gli presenta Eva. Da notare che in questo caso Bosch riprende una tradizione antica caduta in disuso nel Quattrocento, ovvero rappresentare Dio con l'immagine del Cristo. Il contorno all'immagine centrale consiste in figure fantastiche, animali rari e una vegetazione non naturale. Le costruzioni rocciose dietro all'immagine centrale sono la dimora di uccelli.

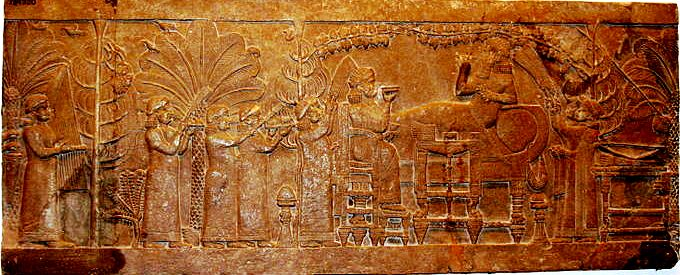
Il termine "paradiso" deriva, per mezzo del latino ecclesiastico e quindi del greco biblico, da termini di ambito iranico i quali non possiedono alcun significato religioso ma, più semplicemente, indicano il "giardino", il "parco", riservato al re. Questa usanza di recintare un'area, e quindi riservarla ad uso esclusivo del sovrano, i Persiani la ereditarono dagli Assiri. Qui un rilievo proveniente dalla parte settentrionale del Palazzo di Assurbanipal, conservato al British Museum di Londra e risalente al VII secolo a.C., che intende illustrare proprio uno di questi giardini assiri.

Il termine Paradiso possiede due significati: il primo indica, nella tradizione biblica, quel luogo primordiale dove Dio collocò l'uomo appena creato (Genesi, 2) anche se sarebbe più corretto usare il termine paradiso terrestre; il secondo indica, nell'ambito delle teologie fondate sull'interpretazione dei testi biblici, quel luogo, celeste o terrestre, dove verranno destinati gli uomini da Dio giudicati come "giusti". Nel significato traslato della seconda accezione, con il termine "paradiso" si rendono termini di altre lingue, e di altre religioni, che indicano analoghe credenze in un luogo felice, post-mortem, riservato a coloro che hanno condotto una vita da "giusti".

## Origine del termine "paradiso"
Il termine italiano "paradiso" (così come l'inglese paradise, il francese paradis, il tedesco paradies e lo spagnolo paraíso) viene dal latino ecclesiastico paradīsus, a sua volta adattamento dal greco biblico παράδεισος (parádeisos), nell'intenzione di rendere il termine ebraico גן (gan, "giardino") ovvero "giardino [dell'Eden]".
La traduzione della Septuaginta opera un cambiamento semantico nel significato del termine che passa dalla sfera profana a quella religiosa; l'uso nel senso tecnico si trova per la prima volta nel terzo dei Testamenti dei Dodici Patriarchi, il testamento di Levi, 18, 10: "Inoltre Egli [il Sommo sacerdote del futuro] aprirà le porte del paradiso e devierà la spada puntata contro Adamo".
Il termine greco antico παράδεισος deriverebbe dal ricostruito medio iranico, *pardēz, mentre è correlato all'attestato antico iranico, precisamente avestico, pairidaēza, dove tuttavia non possiede alcun significato religioso, indicando il "recinto", derivando in quella lingua da pairidaēz (murare intorno, circondare con mura), quindi da paìri (intorno) + daēz (accumulare). All'avestico pairidaēza sono correlati i ricostruiti antico persiano *paridaida e il medo *paridaiza.
La prima attestazione del termine è quindi l'avestico pairidaēza, di conseguenza la prima attestazione di questo stesso termine – anche se con significato diverso da quello in uso oggi – si riscontra in due passaggi nello Yu(va)tdēvdāt contenuto nell'Avestā:
(Avestā, Yu(va)tdēvdāt (anche Vidēvdāt o Vendidad), 3, 18-19; traduzione di Arnaldo Alberti, in Avestā, Torino, Utet, 2008, p.447)
(Avestā, Yu(va)tdēvdāt (anche Vidēvdāt o Vendidad), 5, 49; traduzione di Arnaldo Alberti, in Avestā, Torino, Utet, 2008, p.465)
Il termine di ambito iranico pairidaēza/*paridaida, partendo dall'originario significato di "recinto", "luogo recintato", indica quindi quei giardini, o meglio parchi, privati e cintati, propri dei sovrani dell'Impero achemenide, i quali ne ereditarono l'uso dagli Assiri. Tali pairidaēza consistevano in una parte coltivata a giardino e in un'altra lasciata selvaggia, riserva di caccia per i re.
Nei testi in lingua greco antica è attestata l'esistenza di tali "giardini" persiani (il testimone più antico è in Wilhelm Dittenberge, Sylloge Inscriptionum Graecarum, 2), mentre la loro prima descrizione è in Senofonte (430/425-355 a.C.) Economico (IV, 20 e sgg.), presente in altre opere dello stesso autore (cfr. ad esempio Anabasi, I, 2,7).
(Senofonte, Economico, IV, 20-24; traduzione di Livia De Martinis, in Senofonte Tutti gli scritti socratici. Milano, Bompiani, 2013, pp. 707-711)
Il termine, di origine iranica, entra nelle lingue semitiche con l'accadico pardēsu già col significato di "giardino", "parco"; mentre il suo diretto corrispondente in ebraico lo si riscontra invece nella bibbia in lingua ebraica, ad esempio con il termine פרדס (pardês), per sole tre volte: Neemia, 2,8; Qoèlet, 2,5; Cantico dei Cantici, 4,13, avente qui, tuttavia, il significato di "frutteto", o "bosco"; successivamente il termine verrà utilizzato anche nella letteratura rabbinica (cfr., ad esempio, nel Talmud, Ḥagigah 14b, dove tuttavia già acquisisce implicitamente il significato di "luogo di beatitudine celestiale").

## Il mito sumerico diDilmun, il "paradiso" come luogo primordiale

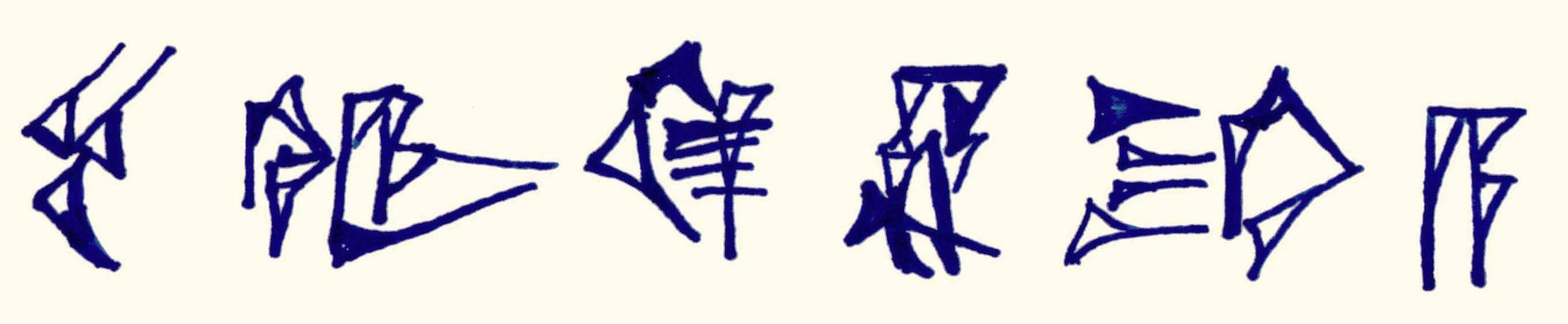
La prima attestazione del mito del "paradiso terrestre è inserita nel racconto in lingua sumerica, datato al II millennio a.C., conosciuto con il titolo di Enki e Ninḫursaĝa. Qui sopra la riproduzione della seconda linea della tavola: La terra di Dilmun è pura.

La credenza in un primordiale luogo paradisiaco attiene, originariamente, alla letteratura religiosa in lingua sumerica, segnatamente al testo in 284 versi, indicato sotto il nome di Enki e Ninḫursaĝa (inizi II millennio a.C.), la quale individuava nel Dilmun quel posto privo di sofferenze, di privazioni e di affanni.
Conserviamo di questa opera tre testimoni: da Nippur PBS 10/1,1; è la versione più completa), da Ur UET 6,1) e uno di provenienza sconosciuta TCL 16,62:
ki den-ki dnin-sikil-la ba-an-da-nu2-a-ba

ki-bi sikil-am3 ki-bi dadag-ga-am3

dilmunki-a ugamušen gu3-gu3 nu-mu-ni-be2

darmušen-e gu3 darmušen-re nu-mu-ni-ib-be2

ur-gu-la saĝ ĝiš nu-ub-ra-ra

ur-bar-ra-ke4 sila4 nu-ub-kar-re

ur-gir15 maš2 gam-gam nu-ub-zu

šaḫ2 še gu7-gu7-e nu-ub-zu

nu-mu-un-su2 munu4 ur3-ra barag2-ga-ba

mušen-e an-na munu4-bi na-an-gu7-e

tum12mušen-e saĝ nu-mu-un-da-RU-e

igi-gig-e igi-gig-me-en nu-mu-ni-be2

saĝ-gig-e saĝ-gig-me-en nu-mu-ni-be2

um-ma-bi um-ma-me-en nu-mu-ni-be2

ab-ba-bi ab-ba-me-en nu-mu-ni-be2

ki-sikil a nu-tu5-a-ni iri-a nu-mu-ni-ib-sig10-ge

lu2 id2-da bal-e ĝi6-de3 nu-mu-ni-be2

niĝir-e zag-ga-na nu-um-niĝin2-niĝin2

nar-e e-lu-lam nu-mu-ni-be2

zag iri-ka i-lu nu-mu-ni-be2»
(Enki e Ninḫursaĝa, 8-28. Traduzione di Giovanni Pettinato, in I Sumeri, p. 76)
Dilmun risulterà il luogo dove l'unico superstite del Diluvio Universale di tradizione sumerica, Ziusudra, sarà dagli dèi destinato a vivere eternamente.
an den-lil2 zi an-na zi ki-a i3-pad3-de3-ze2-en za-da-ne-ne im-da-la2

niĝ2-gilim-ma ki-ta ed3-de3 im-ma-ra-ed3-de3

zi-ud-su3-ra2 lugal-am3

igi an den-lil2-la2-še3 giri17 ki su-ub ba-/gub!\

an den-lil2 zi-ud-su3-ra2 mi2-e-/eš2?\ […-dug4-…]

til3 diĝir-gin7 mu-un-na-šum2-mu

zi da-ri2 diĝir-gin7 mu-un-<na>-ab-ed3-de3

ud-ba zi-ud-su3-ra2 lugal-am3

mu niĝ2-gilim-ma numun nam-lu2-ulu3 uru3 ak

kur-bal kur dilmun-na ki dutu e3-še3 mu-un-til3-eš»
(251-261; Il racconto in sumerico del Diluvio Universale, 151-160; traduzione in Bottéro/Kramer, p.604)

## La nozione iranica delgarō.dəmāma(Casa del canto): il "paradiso" come luogo,post mortem, riservato ai giusti
(Avestā, Yasna. XXVIII.1. Traduzione Arnaldo Alberti, in Avestā. Torino, UTET, 2008, pag.150)

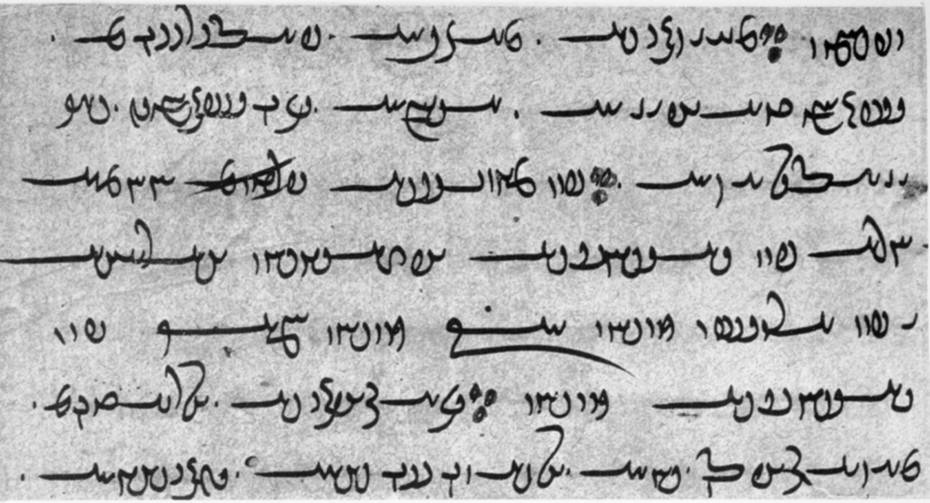
Avestā, apertura del Gāthā Ahunavaitī, Yasna XXVIII,1, testo attribuibile allo stesso Zarathuštra (dalla Biblioteca Bodleiana MS J2)
La scrittura qui usata è una forma di scrittura pahlavi detta "scrittura avestica". Con la distruzione dell'impero achemenide da parte dei Macedoni guidati da Alessandro Magno si osserva la scomparsa di quella scrittura cuneiforme, precedentemente adottata per rendere l'antico persiano, e il varo di scritture derivate da quella aramaica che furono poi adoperate per riportare quei dialetti, come il pahlavik e il parsik, che furono le lingue medio iraniche utilizzate, la prima dagli Arsacidi e quindi detta partica, originaria del nord-ovest, la seconda dai Sasanidi, originaria del sud-ovest. L'adozione di un alfabeto semitico, come quello aramaico, per lingue di origine indoeuropea, come le lingue iraniche, rese necessario alcune modifiche come, ad esempio, l'uso di segni precedentemente utilizzati per le consonanti per rendere suoni vocalici. L'insieme di queste scritture vengono indicate con il nome di pahlavi (anche pehlevi). La "scrittura avestica" fu predisposta per la trasmissione scritta del relativo testo religioso e origina dall'impero sasanide quando il mazdeismo divenne religione di stato. La scrittura pahlavi, nella sua versione "avestica", occorre quindi per rendere maggiormente comprensibile il testo religioso. Essa consta, come la pahlavica, di 51 segni e corre da destra verso sinistra. La distinzione delle lettere è ben marcata e, con il metodo della matres lectionis, vengono distinte le vocali brevi da quelle lunghe. L'origine dell'antica lingua qui riportata, l'avestico, è incerta. Il mazdeismo fu combattuto dall'islām e questo fu all'origine di emigrazioni forzate di zoroastriani verso l'India dove formarono la comunità dei "Parsi". I manoscritti in "avestico" oggi a nostra disposizione consistono quindi in due categorie: quelli di origine indiana (dei Parsi), i più antichi dei quali risalgono al XIII secolo (il più antico in assoluto, il K7a, data al 1288), e quelli di origine persiana che risalgono a non prima del XVII secolo.

La credenza in un "giudizio dei morti", e quindi in un luogo di felicità riservato a coloro che in vita scelsero il "bene" piuttosto che il "male", risulterebbe presente nelle parti più antiche del libro sacro della religione mazdeista (conosciuta anche come "zoroastrismo"), l'Avestā, e secondo alcuni avrebbe influenzato profondamente le credenze proprie dell'ebraismo, del cristianesimo, del manicheismo e dell'islām.
Tuttavia non tutti gli studiosi hanno lo stesso parere al riguardo.
James Darmesteter (1849-1894) ha sostenuto esattamente il contrario, cioè che all'inizio il pensiero persiano è stato fortemente influenzato dalle idee ebraiche.
Ha insistito sul fatto che la Avesta, come la conosciamo ora, è di origine tarda ed è molta colorata da elementi stranieri, soprattutto quelli derivati dal giudaismo, e anche quelli adottati dal neoplatonismo attraverso gli scritti di Filone di Alessandria. Questi punti di vista, presentati poco prima della morte dello studioso francese, sono stati violentemente combattuti dagli specialisti e da allora e la discussione è aperta.
Tali parti antiche, indicate con il termine gāθā, sono infatti, per la maggior parte degli studiosi, attribuibili direttamente al profeta iranico Zarathuštra, vissuto, secondo le ipotesi più recenti attestate da una verifica filologica e archeologica, plausibilmente nell'Età del Bronzo, tra il XVIII e il XV secolo a.C. in Asia Centrale.
Tuttavia ultimamente pare che gli studiosi abbiano cambiato opinione riguardo a tali studi e che questi concetti siano stati scritti dopo. I manoscritti risalgono al III-IX secolo. Pare che il testo dell'Avestā abbia avuto mutamenti rispetto alla sua versione più antica perché il testo dell'Avestā andò perduto in epoca alessandrina e fu ricostruito in seguito tramite la tradizione orale. Le somiglianze esteriori con il Cristianesimo sono tanto maggiori quanto più recenti sono gli scritti esaminati.
Il termine più frequente per indicare questo "paradiso" dei giusti è in lingua avestica garō.dəmāma (antico avestico; in avestico recente  garō.nmāna) lett. "Casa del canto":
(Avestā, LI,15; traduzione di Arnaldo Alberti p.195)
La visione religiosa propria dell'insegnamento del profeta iranico Zarathuštra consiste nella credenza in un dio unico, Ahura Mazdā, creatore di ogni cosa. A questo Dio si oppone Angra Mainyu, spirito inizialmente da lui creato, insieme ad altri "spiriti", come votato al bene, ma a lui ribelle, acquisendo per questo la natura di "spirito del male". Questa opposizione cosmica tra Bene e Male riguarda sia il mondo sovrasensibile, in quanto agli spiriti del "bene", gli Ameša Spenta, si oppongono quegli spiriti del "male", i Daēva, che hanno seguito nella ribellione Angra Mainyu, ma anche l'uomo chiamato nella sua vita a scegliere tra il "bene" e il "male".
La scelta dell'uomo verrà quindi o premiata o punita da Ahura Mazdā quando, alla fine dei tempi, sconfiggerà definitivamente Angra Mainyu e le schiere demoniache a lui fedeli:
(Avestā, XXXI,14; traduzione di Arnaldo Alberti p.157)
Inoltre, secondo alcuni studiosi, in tale contesto arcaico di dottrine religiose vi è anche un'esplicita dottrina inerente alla resurrezione dei corpi:
(Avestā, XXX, 7; traduzione di Arnaldo Alberti p.155)

## Le nozioni di "paradiso" nell'ebraismo biblico, del Secondo Tempio e rabbinico

### Il mito biblico diEden, il "paradiso terrestre"
(Genesi, 2,8-15)

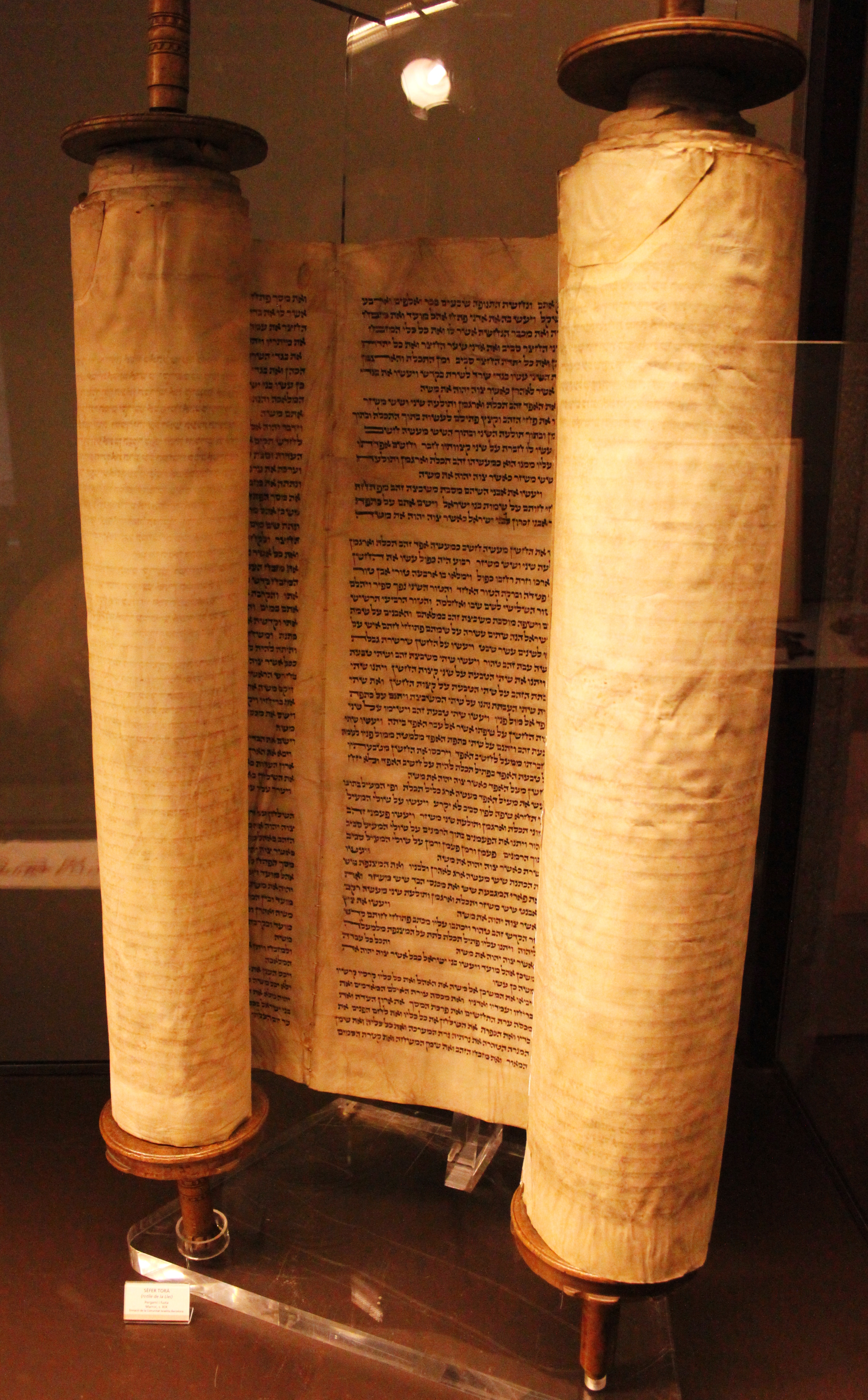
Sefer Torah (ספר תורה, "rotolo della Torah"), in papiro e legno, risalente al XIX secolo, dal Marocco, conservata presso il Museu d'Història dels Jueus di Girona (Spagna).

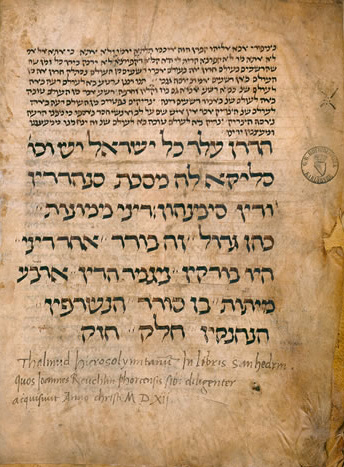
L'immagine illustra l'ultima pagina del Sanhedrin, appartenente al corpus del Talmud Babilonese, dal Codex Reuchlin, questo risalente al XIII secolo.

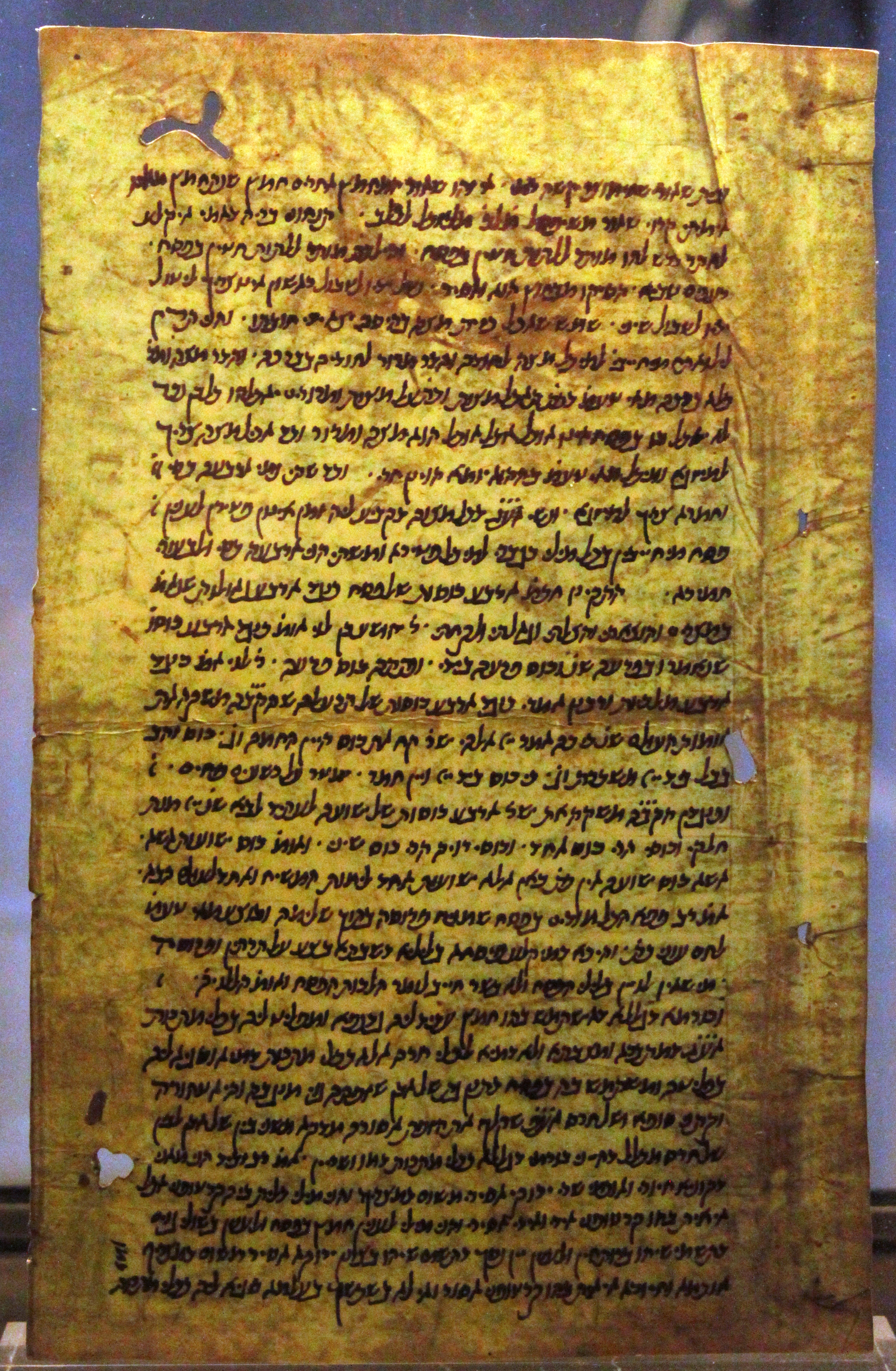

In questo passo di Genesi (libro in lingua ebraica che si ritiene composto intorno al VI secolo a.C.) troviamo dunque l'espressione גן־בעדן (gan bə‘êḏen, "giardino in Eden"), quindi il nome del "paradiso terrestre" in cui ai primordi della storia dell'uomo, il dio suo creatore collocò il primo uomo "Adamo". Altri passi della Bibbia si riferiscono a questo stesso "paradiso terrestre" con altri nomi:
- כגן־יהוה: kə-ḡan- YHWH, "come il giardino di YHWH" (come il giardino di Dio), in Genesi 13,10;
- בעדן גן־אלהים: bə-‘ê-ḏen gan-'ĕ-lō-hîm, "in Eden giardino di Elohim" (in Eden il giardino di Dio), in Ezechiele 28,13.

In questo giardino si consuma quel mito biblico in cui Adamo, convinto da Eva, a sua volta sedotta dal "serpente" (הנחש, nâchâsh) mangia il frutto "dell'albero della conoscenza del bene e del male" ( ועץ הדעת טוב ורע, wə-‘êṣ had-da-‘aṯ ṭō-wḇ wā-rā‘) e per questo verrà cacciato da Dio insieme alla compagna dal giardino di Eden affinché non mangiassero anche il frutto dell'"albero della vita" (ועץ החיים, wə-‘êṣ ha-ḥay-yîm) divenendo così immortali (Genesi 3). Il che potrebbe significare che mangiando dell'"albero della conoscenza del bene e del male", la coppia umana avrebbe potuto identificare l'"albero della vita", altrimenti nascosto, e questo spiegherebbe anche la ragione per cui il serpente, anche lui interessato all'immortalità, avrebbe convinto Eva a violare il comando divino.
L'origine del significato del nome ebraico Eden è sconosciuto, fino a qualche decennio fa lo si riteneva eredità diretta del termine accadico edinu, a sua volta resa del sumerico edin, col significato di "piana", "steppa". Tuttavia la scoperta nel 1979, a Tell Fekheriyeh (al confine tra la Turchia e la Siria), di un'iscrizione bilingue accadico-antico aramaico risalente al IX secolo a.C. ne confermerebbe il collegamento alla radice del semitico occidentale *dn (lussureggiante, gradevole), quindi col significato di "delizioso", "[giardino] delle delizie".
Se è evidente il debito biblico nei confronti del racconto sumerico, e di analoghi in contesto mesopotamico, nella Bibbia tale ambito di "paradiso terrestre" supporta un racconto dagli evidenti contenuti morali.
Le nozioni di "caduta" e di "peccato originale" dell'uomo, derivati dalla violazione del divieto divino di mangiare il frutto dell'albero della conoscenza del bene e del male, non attengono originariamente alle esegesi ebraiche ma solo a quelle di derivazione cristiana, entrando tardivamente nell'ebraismo grazie alla letteratura cabalistica medievale.
Come vedremo meglio più avanti, la letteratura rabbinica medievale distinguerà due Eden, quello "terrestre", luogo della coppia umana primordiale, e quello "celeste", luogo di beatitudine per le anime giudicate da Dio come "giuste".

### Le dottrine ebraiche inerenti all'aldilà
(David Stern, Enciclopedia delle religioni vol.6, Milano, Jaca Book, (1987) 1993 p.17)
Nel testo biblico vi sono due indirizzi per il destino dei defunti: da una parte quello di tornare polvere in quanto si era polvere (Genesi, 2,7; 3,19), oppure a seguito della punizione divina dopo il "peccato" dei progenitori dell'umanità (Genesi, 3, 22-24), ma in altri passi biblici (ad esempio: Isaia, 14, 9-12; Ezechiele, 32,17-32) il destino degli uomini è quello di scendere nello אול (she'ol, gli "inferi"), luogo da cui non si risale. Tale luogo viene indicato anche con il termine... ארץ חשך (ʾereẓ ḥōšeḵ) col significato di "terra di tenebra".
(Libro di Giobbe, 7,9.)
Tali termini e nozioni sono strettamente correlati alla cultura religiosa mesopotamica.
Ma al Dio della Bibbia è riservato il potere di resuscitare chi è morto:
(I Samuele, 2,6)
Tuttavia ci sono due eccezioni bibliche di uomini che non sono scesi nello she'ol per sempre: Enoch (Genesi, 5,24) ed Elijah (II Re 2,11); la loro condizione è analoga alla narrazione soprariportata del sumerico Ziusudra (il Noè sumerico, in ulteriore letteratura in lingua accadica, come il Poema di Atraḫasis o nell'Epopea di Gilgameš, conosciuto anche come Atraḫasis o Utanapištim).
Il più antico testo biblico che tratta della resurrezione dei morti è in Daniele 12,1-2, opera apocalittica risalente al II secolo a.C. redatta durante le persecuzioni di Antioco IV:
(Daniele, 12,1-2)
Tale nozione di "resurrezione" non riguarda, tuttavia, l'intero genere umano, ma solo agli appartenenti al popolo di Israele, più precisamente allo scopo di sostenere il valore del martirio e quindi della sua ricompensa (o punizione per i nemici).
Questa idea di "resurrezione" va tuttavia distinta dall'idea di "immortalità" dell'anima che invece entra nell'ebraismo della Diaspora da analoghe nozioni proprie della cultura greco-romana.
Tale idea di immortalità dell'anima la si riscontra, ad esempio, nel libro giunto a noi in lingua greca, La sapienza di Salomone (II-I secolo a.C.; testo non accolto nella Bibbia in lingua ebraica, la cui canonizzazione risale al Medioevo):
(La sapienza di Salomone, 3, 1-10)
Anche nelle opere del filosofo platonico ebreo di lingua greca, Filone di Alessandria (I sec. a.C.-I sec. d.C.), si presenta questa nozione di "anima immortale", opere, tuttavia, che non influenzarono il successivo ebraismo rabbinico.
(Filone di Alessandria, Allegoria delle Leggi, I, 108; traduzione di Roberto Radice, in Filone di Alessandria, Tutti i trattati del Commentario allegorico della Bibbia. Milano, Bompiani, 2011, p. 155)
Va dunque precisato che l'idea di "immortalità dell'anima" di derivazione greca implica un dualismo tra anima e corpo, quest'ultimo inteso come "prigione" peritura dell'anima da cui questa si deve liberare definitivamente; mentre l'idea di "resurrezione" intende congiungere l'anima e il corpo in una nuova vita maggiormente compiuta.
Per quanto l'argomento non sia stato frequentemente affrontato nella letteratura rabbinica, il tema dell'aldilà trova comunque una posizione ben chiara nella seguente affermazione contenuta nella Mishnah:
(Sanhedrin, dal Talmud Babilonese, 11,1)
a cui segue la spiegazione che tale "mondo a venire" è precluso a coloro che negano la "resurrezione dei morti".
Successivamente in questo modo precisata nel XII secolo dal filosofo e rabbino Maimonide:
(Maimonide, Mishneh Torah, Teshuvah 3 Halacha 5)
(David Stern, Op. cit.)

## Nel cristianesimo
Nel cristianesimo in generale, il paradiso è uno dei due stati definitivi degli uomini dopo la morte. L'altro è l'inferno. Il paradiso è l'unione definitiva tra Dio e l'uomo, come viene simbolicamente visto nella Bibbia (Cantico dei cantici, Apocalisse di Giovanni), ed è la più profonda delle aspirazioni dell'uomo, conducendolo definitivamente alla felicità (v. I Corinzi, XIII, 12; I Giovanni, III, 2).
Un'altra interpretazione cristiana del paradiso, di cui è testimonio una credenza della Chiesa copta, è quella di una dimora temporanea degli spiriti dei giusti fino a quando, riuniti con i rispettivi corpi nella risurrezione della carne, saranno trasferiti, dopo il giudizio universale, alla Gerusalemme celeste.
Nei libri dei Maccabei, libri deuterocanonici non inclusi nel canone ebraico e nei canoni protestanti, si esprime la certezza della risurrezione dei morti e della vita eterna. Eppure Qoelet (Ecclesiaste) 3,19-20 afferma:
« 19.Infatti la sorte degli uomini è la stessa che quella degli animali: come muoiono questi così muoiono quelli. Gli uni e gli altri hanno uno stesso soffio vitale, senza che l'uomo abbia nulla in più rispetto all'animale. Gli uni e gli altri sono vento vano.20.Gli uni e gli altri vanno verso lo stesso luogo: gli uni e gli altri vengono dalla polvere, gli uni e gli altri tornano alla polvere. »
Nella Bibbia la parola "Paradiso" compare in tre brani del Nuovo Testamento:
- (Vangelo di Luca 23:43) Quando uno dei malfattori crocifissi a destra e a sinistra di Gesù sgrida il suo compagno, il quale stava schernendo Gesù; in tale episodio il malfattore, resosi conto di essere giustamente condannato per le proprie opere malvagie, si rivolge a Gesù chiamandolo Signore, chiedendogli di ricordarsi di lui quando sarebbe venuto nel Suo regno. Gesù risponde allora affermando che il malfattore sarebbe stato con lui quel giorno stesso in Paradiso. Il malfattore, condannato dalla giustizia degli uomini, viene dunque assolto dalla condanna del peccato per mezzo della fede in Gesù Cristo. La via al Paradiso, il giardino di Eden, che la disubbidienza di Adamo ed Eva aveva reso inaccessibile all'uomo, viene riaperta da Colui che è la Via, la Verità e la Vita: Gesù Cristo
- (Seconda lettera ai Corinzi 12:1-4) L'Apostolo Paolo riferisce indirettamente di una propria esperienza soprannaturale, nel quale egli, definendosi "un uomo in Cristo", riferisce di essere stato rapito fino al Terzo Cielo, in Paradiso, e di aver udito parole ineffabili, che non è lecito ad alcun uomo di proferire; tale brano colloca dunque il Paradiso in cielo - e non in terra o altrove, in un luogo accessibile solo a coloro che sono "in Cristo", ossia tutti coloro che come il malfattore in croce, riconoscono il proprio peccato davanti a Dio e ripongono in Gesù Cristo la loro fede e la loro speranza. Secondo la Parola di Dio non vi è dunque alcuno strumento "scientifico" o filosofico che possa rendere visibile ed accessibile il Paradiso all'uomo, ma solo la fede in Gesù Cristo.
- (Apocalisse di Giovanni 2:7) Gesù Cristo stesso riferisce nella lettera indirizzata alla chiesa di Efeso, che egli trasmette all'Apostolo Giovanni per mezzo di un angelo (Apocalisse 1:1), che Egli darà da mangiare dell'albero della vita, che è in mezzo al Paradiso di Dio, a colui che vince. Ciò mostra che l'albero della vita, di cui si era persa traccia dopo la cacciata di Adamo ed Eva dal giardino di Eden, non è scomparso, ma si trova ora nel Paradiso di Dio, che Paolo riferisce essere al Terzo Cielo, dunque non in terra. La vittoria di cui parla Gesù è quella di cui parla la Lettera ai Romani 8:37, la quale si ha in virtù della fede in Gesù Cristo, Colui che ha portato sulla croce il peccato di tutta l'umanità affinché per mezzo della fede in Lui l'uomo possa essere salvato dalla giustizia divina, diventare Figlio di Dio, ed accedere al Paradiso che il peccato ha reso inaccessibile.

Le dottrine protestanti contestano il libero arbitrio, ovvero la convinzione di altre correnti cristiane secondo cui il Paradiso è accessibile mediante le buone opere compiute sulla terra, attribuendo dunque all'uomo la possibilità di scampare al giudizio divino mediante i propri meriti e la propria giustizia. Tali dottrine si rifanno ai seguenti passi:
- (Lettera agli Efesini 2:8) "Voi infatti siete stati salvati per grazia, mediante la fede, e ciò non viene da voi, è il dono di Dio"
- (Lettera ai Romani 5:1) "Giustificati dunque per fede, abbiamo pace presso Dio per mezzo di Gesù Cristo, nostro Signore,"

## Il paradiso islamico
Il paradiso islamico, o Janna, (جنّة, "giardino") è la "dimora finale" del "timorato di Dio", secondo il versetto 35 della sūra coranica XIII.
Il Paradiso islamico assume una connotazione descrittiva e materialistica in base a quanto scritto nel Corano. I beati stanno in "giardini di delizie " , "in cui scorrono ruscelli.[..] è qualcosa di simile che verrà loro dato; avranno spose purissime e lì rimarranno in eterno" (Sura II, 25), "un calice di licor limpidissimo  , chiaro, delizioso " tra " fanciulle , modeste di sguardo, bellissime di occhi, come bianche perle celate....." (XXXVII, 40 - 50). "Ma il compiacimento di Allah vale ancora di più: questa è l'immensa beatitudine!" (IX, 72). Nei " giardini di Eden " ci saranno " frutta abbondanti e bevande ... " (XXXVIII, 49 - 52). Per l'eternità " saran fatti circolare fra loro vassoi d'oro e coppe....." (XLIII, 71 - 73). "I timorati di Dio staranno in un luogo sicuro tra giardini e fontane, rivestiti di seta e di broccato... " (XLIV, 51 - 55). I beati " staranno in Giardini tra fonti d'acqua " (LI, 15); saranno riuniti a quanti, fra i loro discendenti, avranno creduto (LII, 21); saranno forniti, oltre che di frutta, di carne (LII,22); saranno serviti da giovani " come perle nascoste" (LII,24); saranno costituiti "in seggio di Verità, presso un Re potentissimo ! " (LIV, 55). Il paradiso di delizie è descritto anche nella sūra LV (46-76). Nei Giardini "molti vi saranno degli antichi, pochi là vi saranno dei moderni" (LVI, 13-14) e sentiranno gridare "Pace! Pace!" (LVI, 25-26). Sui loro volti si vedrà un luminoso fiorire della gloria (LXXXIII,24) e si abbevereranno alla stessa fonte dei Cherubini (LXXXIII, 25-28).
Esodo 3:7-8 contiene la descrizione di un «paese dove scorre latte e miele», con riferimento alla Terra Promessa da Dio al popolo d'Israele. Il testo della Sacra Scrittura è parzialmente simile alla descrizione coranica del Paradiso.

## Nell'induismo
Nella tradizione induista esistono paradisi (svarga) o mondi celesti diversi, (sanscrito devaloka, "pianeta degli Dei"), in cui ogni dio accoglie i fedeli che hanno accumulato karma positivo e che li hanno adorati. Il paradiso è inteso come una tappa intermedia, differente dalla liberazione o "Mokṣa"